# The Iron Maidens
The Iron Maidens é uma banda de covers norte-americana composta unicamente por mulheres, que fazem tributo à banda inglesa de heavy metal Iron Maiden. Formada em 2001, The Iron Maidens rapidamente estabeleceram-se como uma das bandas mais populares do sul da Califórnia, ganhando rapidamente o reconhecimento internacional.  
A banda usa a beleza das suas integrantes, bem como uma excelente musicalidade, uma presença de palco animada e um espetáculo marcante, com cenas teatrais intercaladas.
Talentosas e muito profissionais, com vasta experiência musical de orquestra e até de teatro musical, além de blues e rock, a banda tem sido agraciada com muitos prêmios, incluindo melhor banda de tributo, e melhor em diversas categorias (guitarra, baixo, bateria e voz) em eventos como Rock City News Awards, The LA Music Awards e The All Access Magazine Show Award.
The Iron Maidens possuem repertório de todas as épocas da carreira do Iron Maiden, abrangendo os maiores sucessos da banda, bem como as favoritas dos fãs. O espetáculo inclui apresentações do mascote Eddie Maiden, do GrimReaper e do diabo, entre outros.
The Iron Maidens tem enchido casas em todos os locais que têm visitado. A banda tocou no Brasil em 2011, nas seguintes cidades: Jundiaí (15 de junho), Salvador (17 de junho), São Paulo (18 de junho) e Manaus (19 de junho).
A guitarrista Courtney "Adriana Smith" Cox é considerada uma das mais belas e sexy artistas do rock mundial.

## Integrantes

### Formação atual
- Kirsten Rosenberg – vocal (2009–presente)
- Nita Strauss – guitarra (2011–presente)
- Nikki Stringfield – guitarra (2013–presente)
- Courtney Cox – guitarra (2008–presente)
- Wanda Ortiz – baixo e vocal de apoio (2002–presente)
- Linda McDonald – bateria e vocal de apoio (2001–presente)

### Ex-membros
- Nita Strauss - guitarra (2011–2013)
- Satoru Suzuki – guitarra (2011)
- Melanie Sisneros – baixo (2001–2002)
- Jenny Warren – vocal (2001–2003)
- Jojo Draven – guitarra (2001–2005)
- Sara Marsh – guitarra e vocal de apoio (2001–2011)
- Aja Kim – vocal (2004–2008)
- Elizabeth Schall – guitarra e vocal de apoio (2005–2006)
- Heather Baker – guitarra e vocal de apoio (2007–2008)

## Discografia
Álbuns de estúdio
- 2005: World's Only Female Tribute to Iron Maiden
- 2007: Route 666
- 2008: The Root of All Evil